# Stančići (Čačak)
Stančići es un pueblo ubicado en el municipio de Čačak, en el distrito de Moravica, Serbia.

## Superficie
Posee una superficie de 3,586 kilómetros cuadrados.

## Demografía
Según el censo de 2022 la población era de 250 habitantes, con una densidad de población de 69,71 habitantes por kilómetro cuadrado. La población total de hombres y mujeres era de 129 y 121 respectivamente. Por edades, los grupos se conformaban de la siguiente manera: 27 los menores de edad y adolescentes (0-17 años), 161 al grupo de adultos (18-64 años) y 62 las personas de la tercera edad (mayores de 65 años).